# Mistrzostwa Polski w Judo 2002
46. edycja Mistrzostw Polski w judo odbyła się w dniach 11 – 12 października 2002 roku w Opolu.

## Medaliści 46 mistrzostw Polski

### Kobiety
| Konkurencja: | Złoto:                                      | Srebro:                             | Brąz:                                                                      |
| 48 kg        | Jolanta Wojnarowicz AZS Opole               | Anna Żemła-Krajewska AZS AWF Gdańsk | Kinga Kubicka UMKS Żak Kielce Katarzyna Skuła AZS AWF Warszawa             |
| 52 kg        | Małgorzata Bielak Samuraj Koszalin          | Sylwia Chruścicka Koka Jastrzębie   | Barbara Bukowska MKS Czechowice-Dziedzice Anna Kras AZS Opole              |
| 57 kg        | Monika Cabaj AZS AWF Gdańsk                 | Anita Kubica Gwardia Bielsko-Biała  | Patrycja Bokiej AZS AWF Wrocław Inga Gołaszewska Gwardia Warszawa          |
| 63 kg        | Aneta Szczepańska MKS Olimpijczyk Włocławek | Marzena Węgrzyn AZS Opole           | Ewa Iwańska-Wiwatowska MKS Zryw Toruń Beata Wolska AZS AWF Gdańsk          |
| 70 kg        | Adriana Dadci AZS AWF Gdańsk                | Irena Tokarz AZS AWF Wrocław        | Paulina Rainczuk AZS AWF Gdańsk Agnieszka Chlipała Gwardia Bielsko-Biała   |
| 78 kg        | Barbara Wójcicka Błękitni Tarnów            | Agnieszka Czepukojć AZS AWF Gdańsk  | Izabela Lubczyńska AZS AWF Wrocław Katarzyna Białkowska Start Skierniewice |
| +78 kg       | Urszula Sadkowska UKS Rekord Olsztyn        | Małgorzata Górnicka AZS AWF Wrocław | Magdalena Kozioł AZS AWF Gdańsk Agnieszka Szymura Polonia Rybnik           |
| open         | Adriana Dadci AZS AWF Gdańsk                | Irena Tokarz AZS AWF Wrocław        | Magdalena Kozioł AZS AWF Gdańsk Agnieszka Szymura Polonia Rybnik           |

### mężczyźni
| Konkurencja: | Złoto:                                | Srebro:                             | Brąz:                                                              |
| 60 kg        | Dariusz Tabisz Śląsk Wrocław          | Dariusz Świercz Śląsk Wrocław       | Artur Kłys Wisła Kraków Marcin Pilarski Czarni Bytom               |
| 66 kg        | Tomasz Adamiec UKJ Ryś Warszawa       | Jacek Cyran Czarni Bytom            | Tomasz Kręcielewski Gwardia Warszawa Jakub Bułka Gwardia Opole     |
| 73 kg        | Krzysztof Wiłkomirski AZS UW Warszawa | Adam Zajkowski WOSW KS Warszawa     | Robert Trędowski Gwardia Warszawa Radosław Gajdamakin Czarni Bytom |
| 81 kg        | Robert Krawczyk Czarni Bytom          | Antoni Chmielewski Gwardia Warszawa | Maciej Gnitecki AZS AWF Gdańsk Andrzej Karwacki AZS AWF Wrocław    |
| 90 kg        | Przemysław Matyjaszek Czarni Bytom    | Bronisław Wołkowicz AZS Gliwice     | Maciej Górnicki AZS AWF Wrocław Jacek Kuźmiński AZS AWF Wrocław    |
| 100 kg       | Paweł Nastula WOSW KS Warszawa        | Paweł Sitarski Gwardia Warszawa     | Jarosław Poździk Flota Gdynia Eugeniusz Misztal Czarni Bytom       |
| +100 kg      | Janusz Wojnarowicz Czarni Bytom       | Ireneusz Kwieciński AZS Gliwice     | Paweł Malowaniec Gwardia Opole Grzegorz Eitel Gwardia Warszawa     |
| open         | Janusz Wojnarowicz Czarni Bytom       | Robert Krawczyk Czarni Bytom        | Przemysław Matyjaszek Czarni Bytom Paweł Malowaniec Gwardia Opole  |